# Палестрина, Джованни Пьерлуиджи
Джованни Пьерлуиджи да Палестри́на (итал. Giovanni Pierluigi da Palestrina, в латинизированной форме — лат. Ioannes Petrus Aloysius Praenestinus; встречается прозвище «Джаннетто» — Giannetto; 17 декабря 1525 или 1526, Палестрина или Рим — 2 февраля 1594, Рим) — итальянский композитор, один из крупнейших полифонистов эпохи Ренессанса. Наиболее значительный представитель Римской школы музыки.
В 1544—51 годах был органистом и капельмейстером в соборе города Палестрина. С 1551 под папским покровительством работал в Риме в базилике Санта-Мария-Маджоре, позднее в Сикстинской капелле. Палестрина написал более 100 месс, около 180 мотетов, гимны, магнификаты, духовные и светские мадригалы.
В его музыке равновесие полифонических и гармонических закономерностей, она носит умиротворённый, созерцательный характер. Драматизм, контрасты Палестрина в своём творчестве избегает. Заслугой Палестрины является ясность и выразительность в полифонической музыке, достигнутая благодаря выявлению гармонических возможностей вокальной полифонии.

## Биография
Точные дата и место рождения Палестрины неизвестны. Согласно Гроуву (2001), Палестрина родился между 3 февраля 1525 и 2 февраля 1526, вероятно, в городке Палестрина (близ Рима). Считается, что от названия города происходит его имя, хотя в сохранившихся письмах он обычно подписывался как Джованни Петралойзио.
С детских лет Палестрина пел в церковном хоре мальчиков. Сначала в хоре родного города, а в 1537—1540 годах — в римской церкви Санта-Мария-Маджоре. В 1544—1549 годах служил органистом и капельмейстером церкви св. Агапита города Палестрина. Там же в 1547 году Палестрина женился на Лукреции Гори.
Своего первого могущественного покровителя Палестрина нашёл в лице папы Юлия III, и с 1551 года его карьера была связана с Римом. Папе Юлию III Палестрина посвятил в 1554 сборник 4-голосных месс, первое своё напечатанное произведение. В сентябре 1551 года он был приглашён на должность magister puerorum (учителя пения и руководителя хора мальчиков) в капелле Юлия (итал. Cappella Giulia) Собора св. Петра. В январе 1555 Палестрина стал певчим самой престижной Сикстинской капеллы, при этом он был освобождён от обычного строгого экзамена, не обращали внимания и на то, что он был женат и имел детей. Сменивший Юлия III в апреле 1555 года папа Марцелл II покровительствовал Палестрине ещё будучи кардиналом. Хотя Марцелл II возглавлял Ватикан меньше месяца, с его именем связано одно из самых знаменитых сочинений Палестрины — так называемая «Месса папы Марчелло». Преемник Марцелла II, папа Павел IV, известный своим консерватизмом, потребовал от певчих Папской капеллы соблюдения целибата, и в сентябре 1555 года Палестрина лишился своего места, хотя ему и назначили скромную пенсию. В октябре 1555 года Палестрина был назначен капельмейстером епископской церкви Сан-Джованни-ин-Латерано и оставался в этой должности до 1560 года. В 1561—1565 годах Палестрина был руководителем певческой школы при церкви Санта-Мария-Маджоре, в 1567—1571 годах возглавлял домашнюю капеллу кардинала Ипполита II д’Эсте в Тиволи. В 1571 году, при папе Пии V, после смерти своего коллеги и одноклассника Джованни Анимуччи, Палестрина стал капельмейстром Сикстинской капеллы и занимал этот пост до 1586 года; после этого до своей кончины он продолжал исполнять обязанности композитора в Сикстинской капелле и одновременно занимал пост капельмейстера Капеллы Юлия.
Эпидемии, разразившиеся в Риме в 1572 и 1575 годах, унесли его сыновей Родольфо и Анджело, а также брата Силлу. В 1578 году сам Палестрина тяжело болел и был вынужден отложить очень выгодный заказ на мессы от мантуанского герцога Гульельмо Гонзаги. В 1580 году умерла жена Палестрины Лукреция. Убитый горем, композитор решил принять священный сан, но накануне рукоположения познакомился с состоятельной вдовой Вирджинией Дормоли и в 1581 году вторично женился. Последние годы жизни Палестрина успешно сочетал деятельность на музыкальном поприще с инвестициями в бизнес жены, занимавшейся торговлей недвижимостью в окрестностях Рима.
2 февраля 1594 года Палестрина скончался в своём доме на Via dell’Armellino и в тот же день был похоронен с почестями в Новой капелле (Cappella Nova) близ Собора Святого Петра. В эпитафии на надгробии были начертаны слова, получившие позднее всемирное распространение в характеристиках композитора — «князь музыки» (Joannes Petraloysius Praenestinus musicae princeps). При реконструкции собора в 1615 году Cappella Nova была снесена, и саркофаг Палестрины (где также были захоронены его первая жена Лукреция, двое его сыновей и другие родственники) был утрачен.
О прижизненной славе композитора свидетельствуют многие факты. Ещё в 1565 году за особые заслуги перед Ватиканом папа Пий IV удостоил его почётного звания modulator pontificus (папский композитор); в 1592 году в честь Палестрины был выпущен сборник мотетов «Sacra omnium solemnitatum psalmodia vespertina», с пространным хвалебным адресом. Среди авторов сборника Дж. Азола, И. Баккузи, Дж. Кроче, Дж. Дж. Гастольди, П. Понтио, К. Порта, Л. Леони. В 1613 году, Пьетро Чероне поставил его музыку выше всех других современных ему композиторов.

## Творчество

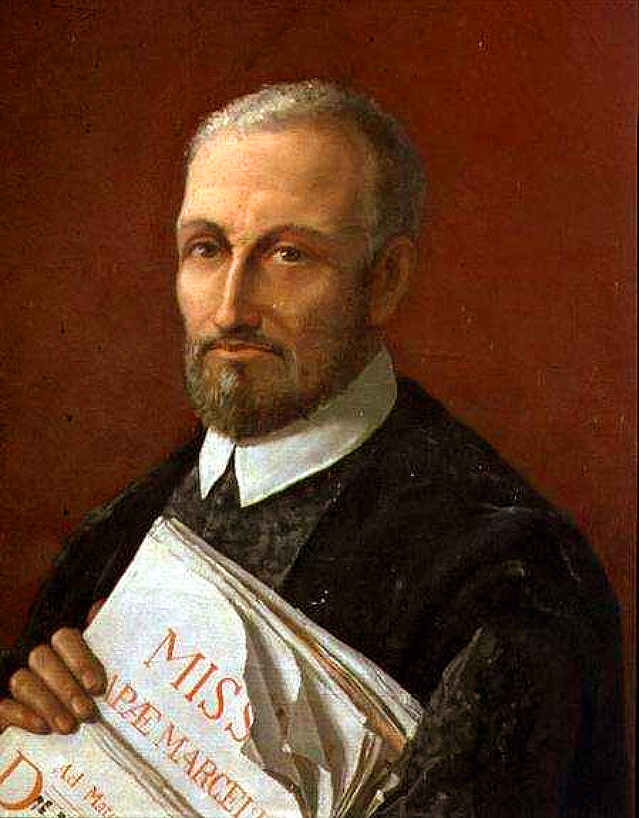
Портрет Палестрины, XVI век

Палестрина писал почти исключительно вокальную многоголосную музыку; более всего известен как автор месс (и других жанров церковной полифонии), мотетов и «духовных» мадригалов (madrigali spirituali).
В его обширном наследии около 105 месс, «Гимны для всего церковного года» (Рим, 1589; всего 72 обработки гимнов), «Оффертории для всего церковного года» (Рим, 1593; уникальный по масштабу и замыслу цикл, содержащий 68 офферториев), около 140 мадригалов и более 300 мотетов. Из других жанров церковной полифонии (в сущности, те же мотеты) более 40 магнификатов, 11 литаний, Плачи пророка Иеремии.
Отношение Палестрины к (светским) мадригалам остаётся загадочным: хотя в предисловии к сборнику мотетов «Canticum canticorum» (с лат. — «Песнь песней») 1584 года он высказывался против того, чтобы класть на музыку мирские тексты, уже через два года вышел второй том его собрания светских мадригалов (первый увидел свет в 1555 году). Духовные мадригалы (преимущественно на 5 голосов) Палестрины опубликованы в виде двух сборников («книг»). К числу наиболее известных мадригалов Палестрины относятся пятиголосные «Io son ferito» (1561) и «Vestiva i colli» (1566). О популярности второго свидетельствует большое количество обработок и вариаций XVI—XVII веков (среди прочих В. Галилея, Дж. А. Терци, Дж. Бассано, А. Банкьери) для лютни, клавира и других инструментов.

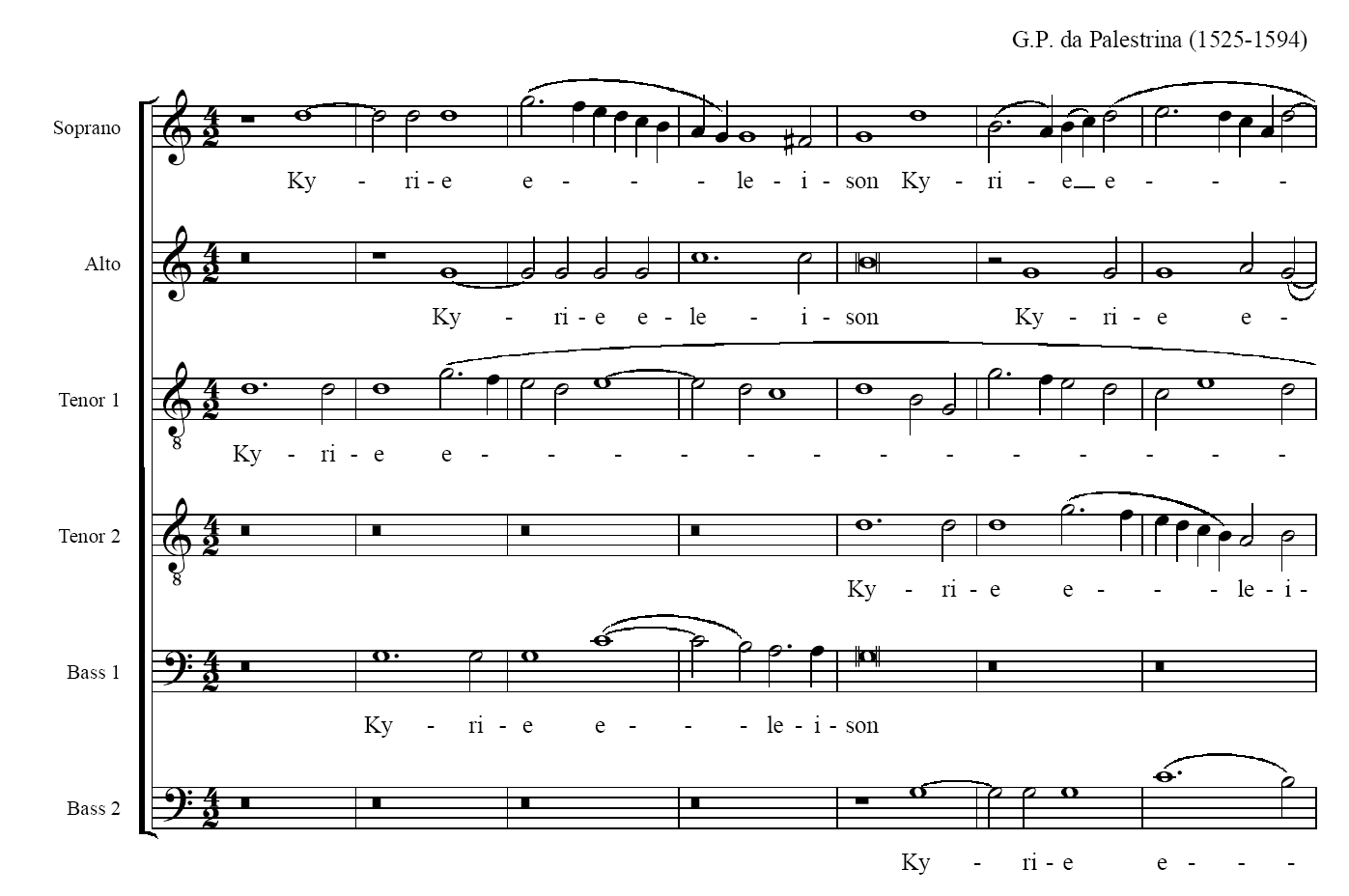
Месса папы Марцелла, Kyrie eleison

В 1560 году Палестрина обратил на себя всеобщее внимание своими импропериями (антифоны и респонсории, приуроченные к Страстной седмице). Их простая, красивая, гармоничная музыка произвела сильное впечатление и Тридентский собор (1543—1563), считавший необходимым произвести реформы в церковной музыке, обратился к Палестрине с поручением написать пробную мессу, которая доказала бы возможность существования многоголосной музыки в церковном богослужении (многоголосная музыка, как тогда считалось, вследствие изысканности полифонической техники наносила ущерб ясности молитвословия). Палестрина написал три мессы, каждую на 6 голосов. Все три отличались замечательными достоинствами, но наибольшей популярности удостоилась месса памяти папы Марцелла II, бывшего покровителя Палестрины, известная ныне под названием «Мессы папы Марцелла» (другое название — «Месса папы Марчелло», около 1562). В 1607 году композитор Агостино Агаццари отметил историческую значимость этого произведения:
Музыка старого типа находилась на грани исчезновения, как из-за путаницы и вавилонского столпотворения слов, возникающих по вине длинных и замысловатых имитаций, так и из-за того, что в ней нет изящества, поскольку при большом количестве поющих голосов теряется смысл, искажаясь и прикрываясь этими имитациями… И в связи с этим музыка такого рода была бы очень близка к тому, чтобы быть изгнанной из Святой Церкви суверенным понтификом [Пием IV], если бы Джованни Палестрина не устранил данный недостаток, показав, что заблуждение лежит не в музыке, а в композиторах, и в подтверждение сочинив «Мессу папы Марцелла».
Аналогичные достоинства мессы отметил музыкальный критик Джузеппе Баини, назвав Палестрину «спасителем полифонии».
Мессы Палестрины показывают, как изменялся его композиционный стиль с течением времени. Его мессой Sine nomine интересовался Иоганн Себастьян Бах, который изучал и исполнял её при написании своей Мессы си минор. Большинство месс Палестрины были опубликованы в тринадцати томах в течение 1554—1601 годов, последние семь опубликованы после его смерти.
Отличительная черта полифонической музыки Палестрины заключается именно в том, что автор при всей её сложности смог добиться ясности, непринужденности и выразительности и вместе с тем создать истинно молитвенное настроение. К тексту Палестрина относился с большим вниманием, заботился о его правильном распеве.
В своем творчестве Палестрина следовал определённым правилам, выработанным им самостоятельно. Их можно сформулировать следующим образом:
- течение музыки должно быть динамичным, а не статичным или малоподвижным;
- между нотами в мелодии не должно быть слишком много резких переходов;
- скачки́, если таковые все же имеют место, должны быть несущественными и незамедлительно компенсироваться поступенным движением в обратном направлении;
- диссонансы должны ограничиваться краткими нотами и слабыми долями; их появление на сильных долях должно незамедлительно разрешаться в консонанс[17].

С обнаружением и опубликованием множества ранее не известных или забытых музыкальных произведений эпохи Возрождения представляется возможным надлежащим образом оценить творчество Палестрины в историческом контексте. Хотя он является вполне достойным и характерным представителем позднего Ренессанса в музыке, другие деятели (к примеру, Орландо ди Лассо или Уильям Бёрд), по мнению исследователей[кто?], были более разносторонни в своем творчестве. В целом ученые XX и XXI века в своих работах поддерживают мнение о Палестрине как о талантливом, утонченном композиторе, чья музыка представляет собой вершину технического совершенства, хотя и подчеркивают, что некоторые из его современников также обладали собственной индивидуальной манерой сочинения музыки, даже оставаясь при этом в рамках «мягкой полифонии». Соответственно, вышеупомянутые композиторы наряду, например, с Томасом Луисом де Виктория постепенно обретают сопоставимую по весомости творческую репутацию.
В стиле Палестрины (которое относили к так называемой «первой практике») продолжали писать музыку композиторы Римской школы, ученики Палестрины, Джованни Нанино, Руджеро Джованелли, Арканджело Кривелли, Теофило Гаргари, Франческо Сориано и Грегорио Аллегри. Считается также, что возможно учениками Палестрины были Сальваторе Сакко, и Джованни Драгони, который позже впоследствии стал капельмейстера при церкви San Giovanni в Латеране.
Есть два полных издания произведений Палестрины: 33-томное издание под редакцией Франца Ксавьера Хаберля (Лейпциг, 1862—1894) и 34-томное издание второй половины XX века под редакцией Роберто Казимири.

### Особенности авторского стиля
При создании месс Палестрина ориентировался в первую очередь на четырёх- и пятиголосие: первый из названных видов полифонии используется в 40 его произведениях, а второй — в 38, при том, что суммарное количество месс композитора составляет около 105. Отмечается, что для стиля Палестрины характерен ряд деталей, на вид незначительных: на общем фоне чисто вокального склада музыки время от времени проявляются интонационные модификации, довольно широкие скачки́ в голосах, восходящие фразы, подобные фанфарным, и т. д. Выразительность упомянутых деталей обеспечивается их контрастом с общей сбалансированностью и эмоциональной выдержанностью произведений композитора, стремившегося достичь определённого равновесия при развертывании многоголосного звукового потока и в дальнейшем избегать его нарушений.
Для того, чтобы достичь целостности образов и тематики в своих произведениях, особенно в крупных, а также для формирования и поддержания интонационной связности частей Палестрина, с одной стороны, применял те или иные композиционные усилия, а с другой — задействовал определённую комплексную совокупность технических приемов, которая была индивидуальна в той же степени, что и традиционна. В итоге композитор добился равнозначно успешного применения полифонической техники во всех музыкальных жанрах, в которых создавал свои произведения (в том числе и вне зависимости от объёма последних); как отмечают специалисты, упомянутая техника в конечном счете оказывается «неосязаемой» для слуха, воспринимающего именно эстетический результат, а не те приемы, которые были применены для его достижения.
Палестрине в его творчестве не были чужды также канонические и имитационные принципы. Он не только писал канонические мессы как таковые («Ad coenam Agni providi», к примеру, или Каноническая месса [Missa ad fugam]), но и задействовал каноническое изложение во всех прочих произведениях этого жанра. Исследователи обращали внимание, в частности, на то, как соотносятся между собой каноны в мессе «Repleatur os meum» и Безымянной мессе (Missa sine nomine); анализ, проведенный ими, продемонстрировал, что структура произведения не случайна и следует определённому изначальному замыслу.

В первой из них проведена строгая зависимость между расстоянием от пропосты до риспосты и величиной интервала имитации: последовательно уменьшающееся расстояние всегда равно половине числовой величины интервала, которая, начав от октавы, постепенно уменьшается на единицу… Во второй из названных месс применен, так сказать, обратный расчет: расстояние между пропостой и риспостой постепенно увеличивается на 1/4 такта и в последнем из одиннадцати канонов составляет 11 четвертей, то есть 2 3/4 такта. Такого рода пропорции, надо полагать, осознавались лишь музыкантами-профессионалами, например, опытными певцами капелл (они же композиторы). При слушании мессы воспринималось единство тематического материала, цельность его развертывания и, быть может, некоторое различие в строении канонов — не больше того.
— Ливанова Т.Н. История западноевропейской музыки до 1789 года. М.: Музыка, 1983
Нидерландская полифоническая школа, с традициями которой был связан в том числе и Палестрина, на всем протяжении своего существования в той или иной степени развивала тенденцию к постепенному преодолению модальности. В чистом виде последняя не проявлялась в творчестве значимых приверженцев техники многоголосия того времени, поскольку по своему изначальному происхождению ладовая модальная система была непосредственно связана с практикой григорианской монодии. Соответственно, по мере развития полифонических форм классические церковные лады постепенно становились все менее удовлетворительными для эстетических целей композиторов, поскольку наряду с горизонтальными мелодическими линиями значимость приобретали также и вертикальные созвучия. Палестрина выступил продолжателем вышеупомянутой тенденции, способствовал её дальнейшему выделению и оформлению, однако не перешёл окончательно к мажорно-минорной ладовой системе, ограничившись лишь более отчетливым выделением её функциональных отношений из рамок модальности.
От одного из своих предшественников, Жоскена Депре, Палестрина унаследовал стремление к созданию специфических контрастов между имитационно-полифоническими и аккордовыми элементами музыкальных произведений. Композитор развил этот прием, сделав контрасты более глубокими и обеспечив целесообразность их введения с точки зрения общего композиционного строя произведения (соблюдая при этом равновесие между мелодикой и гармонией в обоих типах структурных элементов). Формирование и использование контрастных сопоставлений такого рода приобрело, соответственно, существенное художественно-эстетическое значение в творчестве Палестрины.

## В искусстве
- Немецкий композитор Ханс Пфицнер посвятил эпизоду, связанному с написанием Палестриной «Мессы папы Марцелла», оперу «Палестрина», премьера которой состоялась в 1917 году.

## Сочинения (выборка)

### Мессы
Идентифицируя мессы по их заголовкам, музыканты обычно отталкиваются от тематического прототипа — инципита церковной / светской монодии (если это месса-парафраза) или инципита многоголосного сочинения (если это месса-пародия) — мотета или мадригала. В ряде случаев оригинальные заголовки не содержат инципитов и ссылаются на технику композиции (missa ad fugam, ut-re-mi-fa…), на литургический календарь (missa de beata Virgine, de feria, in festis duplicibus), на порядковый номер в прижизненном издании (missa prima, secunda), на церковный тон, в котором сочинение написано (missa quinti toni), на посвящение (missa papae Marcelli) и т. д. В нижеследующей таблице заголовки первых типов («инципитные») для удобства отделены от вторых.
Для краткой ссылки на мессы Палестрины по номеру (например, вместо «Месса папы Марчелло» — «Месса № 12») принято использовать список Г. Риза (см. в библиографии Reese, 1959).
| Заголовок                             | Голосов | Издание | Лад                            | Тип                              | Комментарий |
| ------------------------------------- | ------- | ------- | ------------------------------ | -------------------------------- | --- |
| Ad coenam Agni                        | 5       | PW 10   |                                | месса на cantus firmus           | гимн «Ad coenam Agni providi» |
| Aeterna Christi munera                | 4       | PW 14   | Ионийский                      | cantus firmus                    | гимн |
| Alma Redemptoris Mater                | 6       | PW 20   | Ионийский                      | cantus firmus                    | григорианский антифон |
| Ascendo ad Patrem                     | 5       | PW 21   |                                | месса-пародия                    | на собств. мотет |
| Aspice Domine                         | 5       | PW 11   | Дорийский                      | пародия                          | на мотет Жаке Мантуанского |
| Assumpta est Maria                    | 6       | PW 23   | Миксолидийский                 | пародия                          | на собств. мотет |
| Ave Maria                             | 4       | PW 16   | Дорийский                      | cantus firmus                    | антифон |
| Ave Maria                             | 6       | PW 15   | Ионийский                      | cantus firmus                    | антифон |
| Ave Regina coelorum                   | 4       | PW 18   | Гипоионийский                  |                                  | на одноимённый богородичный антифон |
| Beatus Laurentius                     | 5       | PW 23   | Гипомиксолидийский             | пародия                          | на собств. мотет |
| Confitebor tibi Domine                | 8       | PW 22   | Дорийский                      | пародия                          | на собств. 8-голосный мотет |
| Descendit angelus Domini              | 4       | PW 20   | Ионийский                      | пародия                          | на мотет Hilaire Penet |
| Dies sanctificatus                    | 4       | PW 15   | Миксолидийский                 | пародия                          | на собств. мотет |
| Dilexi quoniam                        | 5       | PW 15   | Миксолидийский                 | пародия                          | на мотет Иеронимо Маффони |
| Dum complerentur                      | 6       | PW 17   | Ионийский                      | пародия                          | на собств. мотет |
| Dum esset summus pontifex             | 4       | PW 17   | Дорийский                      | cantus firmus                    | антифон |
| Ecce ego Joannes                      | 6       | PW 24   |                                | cantus firmus?                   | тематич. источник не установлен |
| Ecce sacerdos magnus                  | 4       | PW 10   | Миксолидийский                 | cantus firmus                    | антифон |
| Emendemus in melius                   | 4       | PW 16   | Гиподорийский                  | cantus firmus?                   | тематич. источник не установлен |
| Fratres ego enim accepi               | 8       | PW 22   | Дорийский                      | пародия                          | на собств. 8-голосный мотет |
| Gabriel archangelus                   | 4       | PW 10   | Дорийский                      | пародия                          | на мотет Филиппа Вердело |
| Già fu chi' m’ebbe cara               | 4       | PW 19   |                                | пародия                          | на собств. мадригал |
| Hodie Christus natus est              | 8       | PW 22   | Миксолидийский                 | пародия                          | на собств. мотет |
| Illumina oculos meos                  | 6       | PW 19   |                                | пародия                          | на мотет Андреаса де Сильвы |
| In illo tempore                       | 4       | PW 19   | Дорийский                      | пародия                          | на анонимный (Пьера Мулю?) мотет |
| In te Domine speravi                  | 4       | PW 15   | Дорийский                      | пародия                          | (1) на материале неустановленного мотета (Ж. Леретье)                                                                                    |
| In te Domine speravi                  | 6       | PW 18   | Ионийский                      | пародия                          | (2) на мотет Л.Хеллинка (Lupus Hellinck)                                                                                                 |
| Inviolata et intergra es Maria        | 4       | PW 11   | Гиполидийский                  | пародия                          | на мотет Жана Куртуа (Jean Courtois) |
| Iste confessor                        | 4       | PW 14   | Гиподорийский                  | cantus firmus                    | гимн |
| Jam Christus astra ascenderat         | 4       | PW 14   | Дорийский                      | cantus firmus                    | гимн |
| L’homme armé                          | 5       | PW 12   | Гипомиксолидийский             | cantus firmus                    | на песню L’homme armé (1) |
| Laudate Dominum omnes gentes          | 8       | PW 22   | Дорийский                      | пародия                          | на собств. мотет |
| Memor esto                            | 5       | PW 17   |                                | пародия                          | на собств. мотет |
| Nasce la gioia mia                    | 6       | PW 14   | Дорийский                      | пародия                          | в оригинале Missa sine nomine; на мадригал Леонардо Примаверы «Арфиста» (Leonardo Primavera dell’Arpa)                                   |
| Nigra sum                             | 5       | PW 14   | Гипоэолийский                  | пародия                          | на мотет Жана Леритье |
| O admirabile commercium               | 5       | PW 17   | Миксолидийский                 | пародия                          | на собств. мотет |
| O Regem coeli                         | 4       | PW 10   |                                | пародия                          | источники: григорианский респонсорий и мотет Андреаса де Сильвы                                                                          |
| O Rex gloriae                         | 4       | PW 21   | Гиподорийский                  | пародия                          | на собств. мотет |
| O sacrum convivium                    | 5       | PW 23   | Ионийский                      | пародия                          | на мотет К. де Моралеса |
| O Virgo simul et Mater                | 5       | PW 19   |                                | пародия                          | на собств. мотет |
| Panem nostrum                         | 5       | PW 24   | Гиподорийский                  | пародия                          | на собств. мотет |
| Panis quem ego dabo                   | 4       | PW 14   | Гиподорийский                  | пародия                          | на мотет Иоанна Люпи и Жаке Мантуанского                                                                                                 |
| Pater noster                          | 4       | PW 24   | Гиподорийский                  | пародия                          | на собств. мотет |
| Petra sancta                          | 5       | PW 19   | Эолийский                      | пародия                          | на собств. мадригал «Io son ferito» |
| Qual è il più grand' amore?           | 5       | PW 21   | Гипоионийский                  | пародия                          | на мадригал Киприана де Роре |
| Quam pulchra es                       | 4       | PW 15   | Ионийский                      | пародия                          | на тему мотета (?) Иоанна Люпи |
| Quando lieta sperai                   | 5       | PW 20   | Эолийский                      | пародия                          | на мадригал Киприана де Роре |
| Quem dicunt homines                   | 4       | PW 17   | Гипомиксолидийский             | пародия                          | на мотет Я. Ришафора |
| Regina coeli                          | 5       | PW 20   | Ионийский                      | cantus firmus                    | (1) богородичный антифон |
| Regina coeli                          | 4       | PW 21   | Гипоионийский                  | cantus firmus                    | (2) богородичный антифон |
| Repleatur os meum                     | 5       | PW 12   | Фригийский                     | пародия                          | на мотет Жаке Мантуанского |
| Sacerdos et pontifex                  | 5       | PW 16   | Гиподорийский                  | cantus firmus                    | антифон |
| Sacerdotes Domini                     | 6       | PW 17   | Гипомиксолидийский             | cantus firmus                    | тематич. прототип не установлен |
| Salve Regina                          | 5       | PW 24   |                                | cantus firmus                    | богородичный антифон |
| Salvum me fac                         | 5       | PW 11   | Дорийский                      | пародия                          | на мотет Жаке Мантуанского |
| Sanctorum meritis                     | 4       | PW 16   | Фригийский                     | cantus firmus                    | гимн |
| Sicut lilium inter spinas             | 5       | PW 14   | Эолийский                      | пародия                          | на собств. мотет |
| Spem in alium                         | 4       | PW 12   | Эолийский                      | cantus firmus                    | респонсорий |
| Te Deum laudamus                      | 6       | PW 18   | Фригийский                     | cantus firmus                    | гимн Te Deum |
| Tu es pastor ovium                    | 5       | PW 16   | Дорийский                      | пародия                          | на собств. мотет |
| Tu es Petrus                          | 6       | PW 21   | Миксолидийский                 | пародия                          | (1) на собств. мотет |
| Tu es Petrus                          | 6       | PW 24   | Миксолидийский                 | пародия                          | (2) на собств. мотет |
| Ut, Re, Mi, Fa, Sol, La               | 6       | PW 12   | Ионийский                      | cantus firmus                    | На Гвидонов гексахорд, др. название «Гексахордовая месса»                                                                                |
| Veni Creator Spiritus                 | 6       | PW 23   | Миксолидийский                 | cantus firmus                    | гимн |
| Veni sponsa Christi                   | 4       | PW 18   |                                | пародия                          | на собств. мотет |
| Vestiva i colli                       | 5       | PW 18   | Дорийский                      | пародия                          | на собств. мадригал |
| Viri Galilaei                         | 6       | PW 21   | Дорийский                      | пародия                          | на собств. мотет |
| Virtute magna                         | 4       | PW 10   | Миксолидийский                 | пародия                          | респонсорий и мотет А.Сильвы |
| (мессы без инципитов)                 |         |         |                                |                                  | |
| Missa ad fugam                        | 4       | PW 11   |                                | на собств. темы                  | Каноническая месса (поголосники только для баса и кантуса; остальные голоса выводятся из этих)                                           |
| Missa brevis                          | 4       | PW 12   | Ионийский                      | на собств. темы                  | Краткая месса; по др. сведениям — пародия, основана на материале мессы Гудимеля «Audi filia»                                             |
| Missa de beata Virgine                | 4       | PW 11   | в разных ладах                 | cantus firmus                    | Богородичная месса (на несколько традиционных григорианских мелодий)                                                                     |
| Missa de beata Virgine (dominicalis)  | 6       | PW 12   | в разных ладах                 | cantus firmus                    | Воскресная Богородичная месса (на модели тех же традиционных распевов, что и предыдущая)                                                 |
| Missa de feria                        | 4       | PW 12   | Фригийский                     | cantus firmus                    | Будничная месса (для тех дней, когда не поются ни Credo, ни Gloria). Мелодические прототипы (григорианские распевы) точно не установлены |
| Missa in duplicibus minoribus (1)     | 5       | C 18    | в разных ладах                 | cantus firmus; мантуанская месса | Месса на малые двойные праздники. Особые мелодические прототипы — из обиходной книги (кириала) мантуанской придворной церкви Св. Варвары |
| Missa in duplicibus minoribus (2)     | 5       | C 18    | в разных ладах                 | cantus firmus; мантуанская месса | Месса на малые двойные праздники. Особые мелодические прототипы — из мантуанского обихода                                                |
| Missa in festis apostolorum (1)       | 5       | C 19    | в разных ладах                 | cantus firmus; мантуанская месса | Месса на апостольские праздники. Особые мелодические прототипы — из мантуанского обихода                                                 |
| Missa in festis apostolorum (2)       | 5       | C 19    | в разных ладах                 | cantus firmus; мантуанская месса | Месса на апостольские праздники. Особые мелодические прототипы — из мантуанского обихода                                                 |
| Missa in festis B.M.V. (1)            | 5       | С 18    | ?                              | cantus firmus; мантуанская месса | Первая Богородичная месса. Особые мелодические прототипы — из мантуанского обихода                                                       |
| Missa in festis B.M.V. (2)            | 5       | С 18    | ?                              | cantus firmus; мантуанская месса | Вторая Богородичная месса. Особые мелодические прототипы — из мантуанского обихода                                                       |
| Missa in festis B.M.V. (3)            | 5       | С 18    | ?                              | cantus firmus; мантуанская месса | Третья Богородичная месса. Особые мелодические прототипы — из мантуанского обихода                                                       |
| Missa in maioribus duplicibus         | 4       | PW 23   | в разных ладах                 | cantus firmus                    | Месса на большие двойные праздники; на несколько традиционных григорианских мелодий                                                      |
| Missa in minoribus duplicibus         | 4       | PW 23   | в разных ладах                 | cantus firmus                    | Месса на малые двойные праздники; на несколько традиционных григорианских мелодий                                                        |
| Missa in semiduplicibus maioribus (1) | 5       | C 19    | в разных ладах                 | cantus firmus; мантуанская месса | Месса на большие полудвойные праздники. Особые мелодические прототипы — из мантуанского обихода                                          |
| Missa in semiduplicibus maioribus (2) | 5       | C 19    | в разных ладах                 | cantus firmus; мантуанская месса | Месса на большие полудвойные праздники. Особые мелодические прототипы — из мантуанского обихода                                          |
| Missa octavi toni                     | 6       | PW 20   | Гипомиксолидийский             | cantus firmus                    | Месса восьмого тона; на гимн «Festum nunc celebre»                                                                                       |
| Missa Papae Marcelli                  | 6       | PW 11   | Гипоионийский / миксолидийский | без тематич. прототипов          | Месса папы Марчелло |
| Missa prima                           | 5       | PW 13   | Дорийский                      | cantus firmus                    | Первая месса; источник — мотет «Eripe me de inimicis» Жана Майяра                                                                        |
| Missa prima                           | 4       | PW 13   | Гипомиксолидийский             | cantus firmus                    | Первая месса; источник — собств. мотет «Lauda Sion» (на тему популярной секвенции)                                                       |
| Missa primi toni                      | 4       | PW 12   | Дорийский                      | пародия                          | Месса первого тона; источник — мадригал Д. Феррабоско «Io mi son giovinetta»                                                             |
| Missa pro defunctis                   | 5       | PW 10   | в разных ладах                 | cantus firmus                    | Траурная месса (реквием) |
| Missa quarta                          | 4       | PW 13   | Дорийский                      | cantus firmus                    | Четвёртая месса; источник — песня «L’homme armé» (2)                                                                                     |
| Missa quinti toni                     | 6       | PW 19   | Лидийский (ионийский)          | без тематич. прототипов          | Месса пятого тона |
| Missa secunda                         | 5       | PW 13   | Дорийский                      | пародия                          | Вторая месса; источник — мотет «Veni Sancte Spiritus» (предположительно Палестрины)                                                      |
| Missa secunda (primi toni)            | 4       | PW 13   | Дорийский                      | без тематич. прототипов          | Вторая месса первого тона |
| Missa sine nomine                     | 4       | PW 11   | гипофригийский                 |                                  | Безымянная месса (1); тематич. источник не установлен                                                                                    |
| Missa sine nomine                     | 4       | PW 15   |                                | пародия                          | Безымянная месса (2); источник — месса Ж. Майяра «Je suis deshéritée»                                                                    |
| Missa sine nomine                     | 5       | PW 18   | Дорийский                      |                                  | Безымянная месса (3); тематич. источник не установлен                                                                                    |
| Missa sine nomine                     | 6       | PW 10   | Фригийский                     | пародия                          | Безымянная месса (4); источник — анонимный мотет «Cantabo Domino»; по другим сведениям — анонимный мотет «Beata Dei genitrix»            |
| Missa sine titulo                     | 5       | PW 30   |                                |                                  | Месса без заглавия (1); авторство Палестрины спорно                                                                                      |
| Missa sine titulo                     | 6       | PW 24   | Гипомиксолидийский             | пародия                          | Месса без заглавия (2); источник — месса Лассо или мотет «Benedicta» Жоскена                                                             |
| Missa sine titulo                     | 6       | PW 32   |                                |                                  | Месса без заглавия (3); авторство Палестрины спорно                                                                                      |
| Missa tertia                          | 4       | PW 13   | Гипофригийский                 | cantus firmus                    | Третья месса (1); источник — гимн «Jesu, nostra redemptio»                                                                               |
| Missa tertia                          | 5       | PW 13   | Гипофригийский                 | пародия                          | Третья месса (2); на собств. мотет «O magnum mysterium»                                                                                  |

### Мадригалы (светские)

#### Книга 1 (для 4 голосов; 1555/R1584)
1. Deh, or foss’io (Петрарка)
2. S’il disse mai (Петрарка)
3. Queste saranno ben lacrime (N. Amanio)
4. Che non fia che giammai
5. Rime, dai sospir miei
6. Lontan dalla mia diva
7. Nessun visse giammai (Петрарка)
8. La ver l’aurora (Петрарка)
9. Chiaro, sì chiaro
10. Chi estinguerà il mio foco (L. Capilupi)
11. Donna, vostra mercede
12. Già fu chi m’ebbe cara (Боккаччо)
13. Ovver de’ sensi è priva
14. Amor, fortuna e la mia mente (Петрарка; 2 части)
15. Che debbo far, che mi consigli, Amore? (G. Bidelli)
16. Gitene liete rime
17. Mentre a le dolci e le purpuree labia
18. Amor, che meco in quest' ombre (P. Bembo)
19. Ecc’ove giunse prima (P. Bembo)
20. Vaghi pensier (Петрарка)
21. Mentre ch’al mar
22. Quai rime fur si chiare
23. Ecc’oscurati (F. Christiani, сестина)

1. Ecc’oscurati i chiari raggi
2. Rara beltà
3. Questo doglioso stil
4. Mai fu più cruda
5. Privo di fede
6. Ma voi, fioriti

#### Книга 2 (для 4 голосов; 1586)
1. Così la fama scriva
2. S’un sguardo un fa beato (A. d’Avalos)
3. Amor, ben puoi tu ormai
4. Partomi, donna
5. Veramente in amore
6. Gioia m’abond’al cor
7. Donna gentil, quando talor degnate
8. Io dovea ben pensarmi
9. Se’l pensier che mi strugge (Петрарка)
10. Chi dunque fia (C. Tolomei)
11. Mirate altrove
12. Sì è debile il filo (Петрарка)
13. I vaghi fiori e l’amorose fronde (C. Tolomei)
14. Morì quasi il mio core
15. Alla riva del Tebro
16. Amor, quando fioriva (Петрарка)
17. Beltà, se com’in ment’io
18. La cruda mia nemica
19. O che splendor de' luminosi rai
20. Io sento qui d’intorno
21. Deh, fuss’or qui madonna
22. Se non fuss il pensier (Bembo)
23. Perchè s’annida amore nelle luci
24. Ogni beltà, madonna
25. Ardo lungi e dapresso

#### В сборниках разного происхождения
- Ahi che quest’occhi meie (a3; 1589)[22]
- Ahi! letizia fugace (a5; 1574; авторство спорно)
- Amor se pur sei Dio (a3; 1588)
- Anima, dove sei (a5; 1577; сохр. фрагментарно)
- Chiare, fresche e dolci acque (a4; 1558; Петрарка; 5 частей)
- Com’in più negre tenebre (a5; 1561)
- Con dolce, altiero ed amoroso cenno (a4; 1554)
- Da così dottaШаблон:Typo help inline man (a3; 1589)[22]
- Da fuoco così bel (a4; 1557; V. Martini de’ Salvi; 14 строф)
- Dido chi giace entro quest’urna? (a5; 1586)
- Dolor non fu, nè fia (a5; 1561)
- Donna bell’e gentil (a5; 1560)
- Donna, presso al cui viso (a5; 1596)
- Dunque perfido amante (a5; 1589)
- Eran le vostre lagrime (a5; 1585)
- Febbre, ond’or per le vene (a5; 1583)
- Il caro è morto (a5; 1568; 2 части)
- Il dolce sonno (a5; 1561)
- Il tempo vola (a5; 1566; 2 части)
- Io felice sarei (a5; 1574)
- Io son ferito, ahi lasso (a5; 1561)
- Le selv’avea d’intorno al lido Eusino (a5; 1574; 2 части)
- Non fu già suon di trombe (a5; 1596)
- Non son le vostre mani (a5; 1591)
- O bella Ninfa mia (a5; 1582)
- Oh felice ore (a5; 1586; 2 части)
- Ogni loco mi porge (a5; 1559; 2 части)
- Placide l’acque (a5; 1576)
- Pose un gran foco (канцонетта a4; 1591)
- Quando ecco donna (a5; 1570; сохр. фрагментарно)
- Quando dal terzo cielo (a6; 1592)
- Saggio e santo Pastor (a5; 1574; 2 части)
- Se ben non veggon gl’occhi (a5; 1561)
- Se dai soavi accenti (a4; 1558)
- Se di pianti e di stridi (a5; 1574)
- Se fra quest’ erb’ e fiore (a5; 1561)
- Se lamentar augelli (a5; 1561; Петрарка)
- Soave fia il morir (a5; 1576)
- Struggomi e mi disfaccio (a5; 1561)
- Vedrassi prima senza luce (канцонетта a4; 1591)
- Vestiva i colli (a5; 1566; 2 части)
- Voi mi poneste in foco (a4; 1558; Bembo; 4 части)

### Мадригалы духовные

#### Книга 1 (для 5 голосов; 1581)
- Vergine bella (Петрарка, цикл из 8 мадригалов)

1. Vergine bella
2. Vergine saggia
3. Vergine pura
4. Vergine santa
5. Vergine sola al mondo
6. Vergine chiara
7. Vergine, quante lagrime ò già sparte
8. Vergine, tale è terra
9. Spirito santo, amore
10. O sol’incoronato
11. O cibo di dolcezza
12. O refrigerio acceso
13. Tu sei soave fiume
14. Paraclito amoroso
15. Amor, senza il tuo dono
16. Dunque divin Spiracolo
17. O manna saporito
18. Signor, dammi scienza
19. O Jesu dolce
20. Giammai non resti
21. Quanto più t’offend’io
22. Non basta ch’una volta
23. S’io non ti conoscessi
24. Ma so ben, Signor mio
25. E tu, anima mia
26. Per questo, Signor mio

#### Книга 2 (для 5 голосов; 1594)
1. Figlio immortal
2. E, se mai voci
3. Or tu, sol, che di vivi almi
4. Dammi, scala del ciel
5. E, se fur già de le mie mani
6. Dammi, vermiglia rosa
7. E, se il pensier
8. Eletta Mirra, che soave odore
9. Cedro gentil
10. Fa, che con l’acque tue
11. Se amarissimo fiele
12. Orto che sei sì chiuso
13. E, se nel foco
14. Vincitrice de l’empia idra
15. Città di Dio
16. Santo altare
17. Tu di fortezza torre
18. Specchio che fosti
19. Novella Aurora
20. E questo spirto
21. E dal letto di mille
22. Ed arda ognor
23. E tua mercè
24. E quella certa speme
25. Anzi, se foco e ferro
26. E con i raggi tuoi
27. Regina della vergini
28. Al fin, madre di Dio
29. E tu Signor, tu la tua grazia infondi

## Издания сочинений
- Giovanni Pierluigi da Palestrina. Werke, hrsg. v. F. X. Haberl u.a. 33 Bde. — Leipzig, 1862—1907.
- Giovanni Pierluigi da Palestrina. Le opere complete, per cura e studio di Raffaele Casimiri, Knud Jeppesen, Lino Bianchi. 35 vls. Roma, 1939—1999.

## Литература

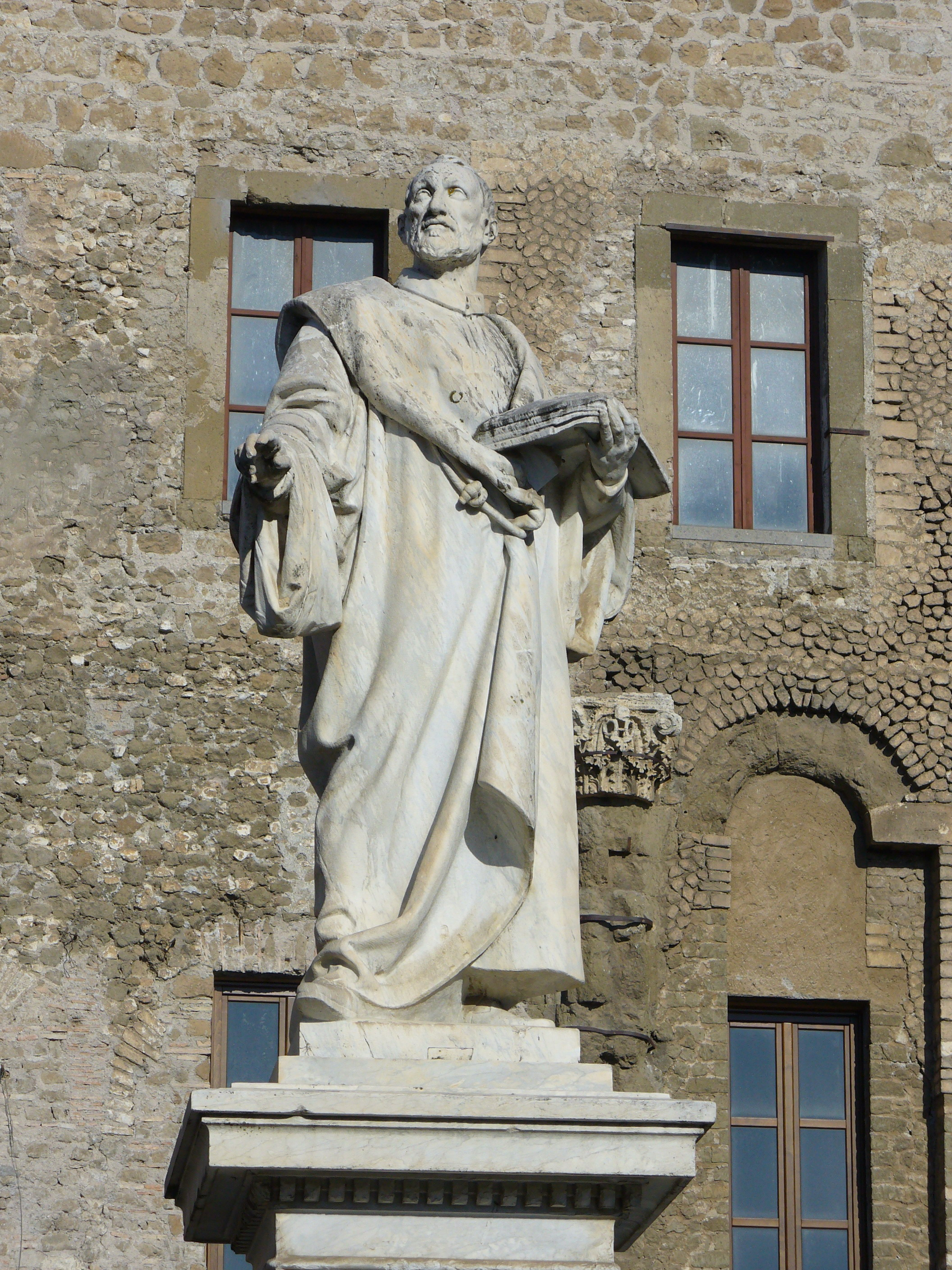
Статуя Палестрины, 1921 год

### Оффертории Палестрины
- Dahlhaus C. Untersuchungen über die Entstehung der harmonischen Tonalität. Kassel, 1968, S. 181—185.
- Dahlhaus C. Zur Tonartenlehre des 16.Jahrhunderts // Die Musikforschung 29 (1976), S. 300—303.
- Powers H. Modal representation in polyphonic offertories // Early Music History 2 (1982), p. 43-86.
- Meier B. Zu den in mi fundierten Werken aus Palestrinas Offertoriums-Motettenzyklus // Die Musikforschung 37 (1984), S. 215—220.
- Mangani M., Sabaiano D. Tonal types and modal attributions in late Renaissance polyphony: new observations // Acta musicologica 80 (2008), p. 231—250.